# Litoria brevipalmata
Litoria brevipalmata é uma espécie de anfíbio anuro da família Hylidae. É considerada em perigo pela Lista Vermelha da UICN. Está presente em Austrália.